# Kwasnik
Unter der historischen Berufsbezeichnung Kwasnik (russisch Квасник, veraltet Квасникъ) verstand man eine Person, welche sich mit der Herstellung und dem Verkauf von Kwas beschäftigte.

## Geschichte

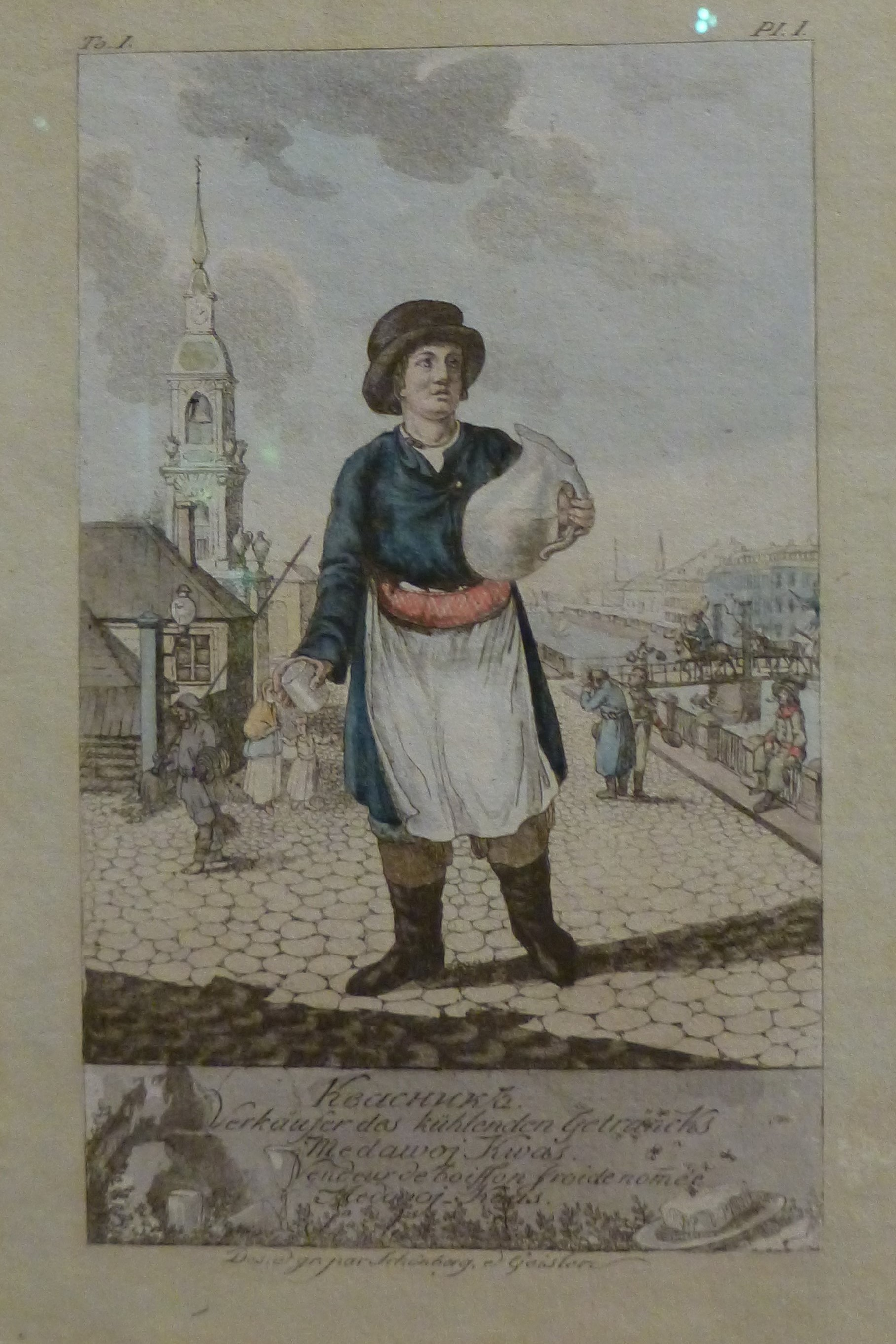
Deutsche Bildunterschrift: «Квасникъ (Kwasnik) Verkäufer des kühlenden Getränks Medawoj Kwas», um 1791/92

Obwohl die Herstellung von Kwas für den Eigengebrauch bis ins 19. Jahrhundert weitgehend in Privathaushalten stattfand, belegen Bildquellen die Existenz von Kwasniks bereits für das 18. Jahrhundert.
Kwasniks spezialisierten sich in Russland jeweils auf ihre eigens erfundenen Sorten, so etwa Apfel- oder Erdbeerkwas. Weitere Zutaten umfassten Meerrettich, Minze, Rosinen, Hirse, Pfeffer etc.
Für den Verkauf des Getränks bekam jeder Kwasnik ein eigenes Gebiet zugewiesen. Besonders streng wurde diese Regel in St. Petersburg gehandhabt, wo täglich etwa zwei Millionen Flaschen Kwas verkauft wurden. Die Handelsplätze wurden von den Verkäufern selbst ebenfalls bewacht, die meisten Verkaufsstände gab es im Sommer in Moskau am Ochotny Rjad.
Der Niedergang der Tätigkeit der Kwasniks begann bereits im 18. Jahrhundert, als ihnen der Handel mit gesüßtem, mit alkoholischen Getränken gemischtem Kwas verboten wurde. Als im 19. Jahrhundert zusehends das Teehaus in Mode kam, bedeutete das de-facto das Ende des Berufes.

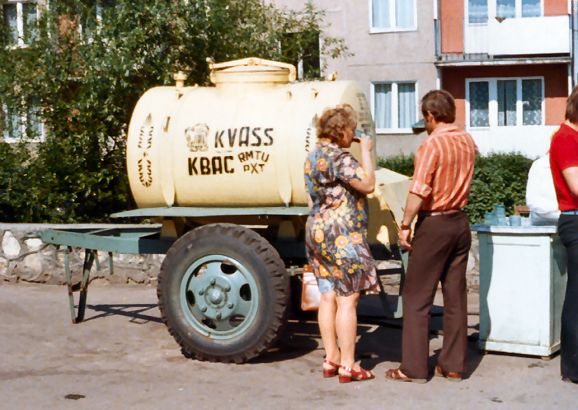
Kwas-Zisterne 1977, welche in der Sowjetunion aufgekommen war

Heutzutage wird Kwas – vor allem in Russland, Belarus und der Ukraine – zwar immer noch in Fässern auf der Straße verkauft, allerdings ist vom einstigen Prestige nicht mehr viel übrig. Zumeist wird dieser in Plastikflaschen oder -becher abgefüllt. Oft handelt es sich um gelbe Zisternen, welche als Anhänger auf zwei Rädern stehen und einen Schriftzug mit dem Namen des Getränkes tragen. Diese Erscheinung konnte man zuallererst in der Sowjetunion beobachten.

## Galerie

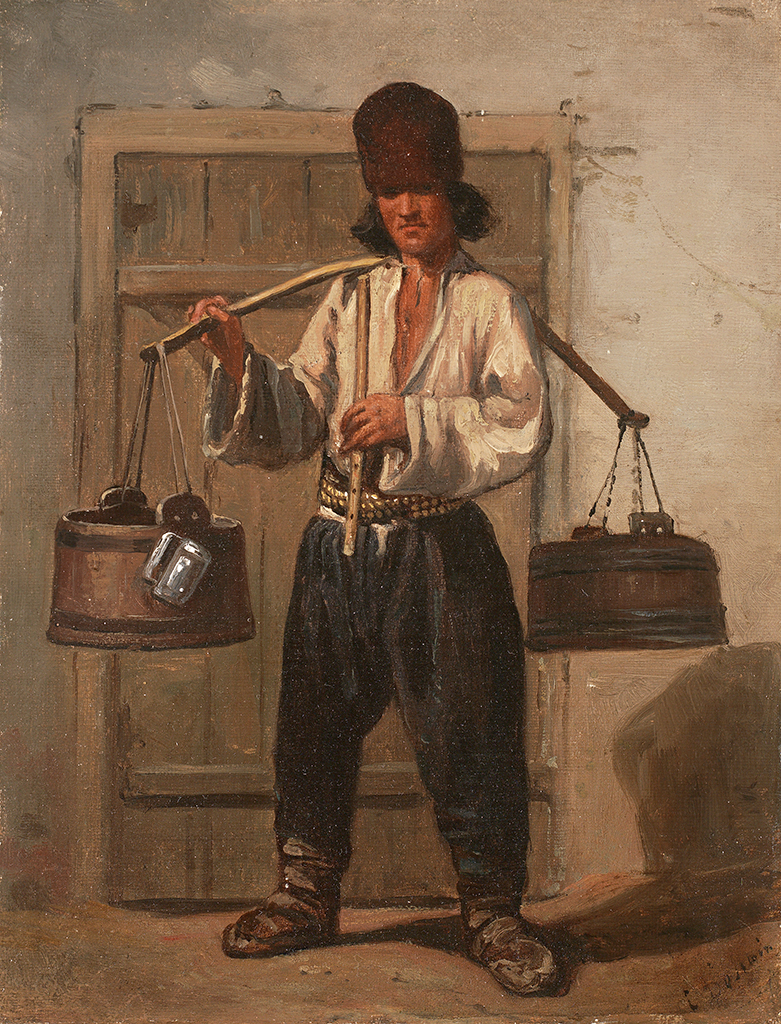
Emile Francois Dessain: Russischer Kwas-Verkäufer, 1882
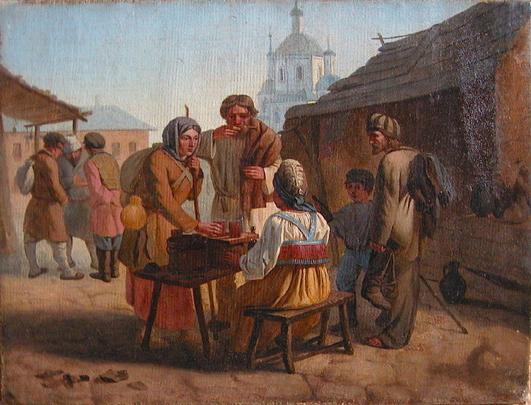
Wassili Efimowitsch Kalistow: Der Verkauf von Kwas, 1862
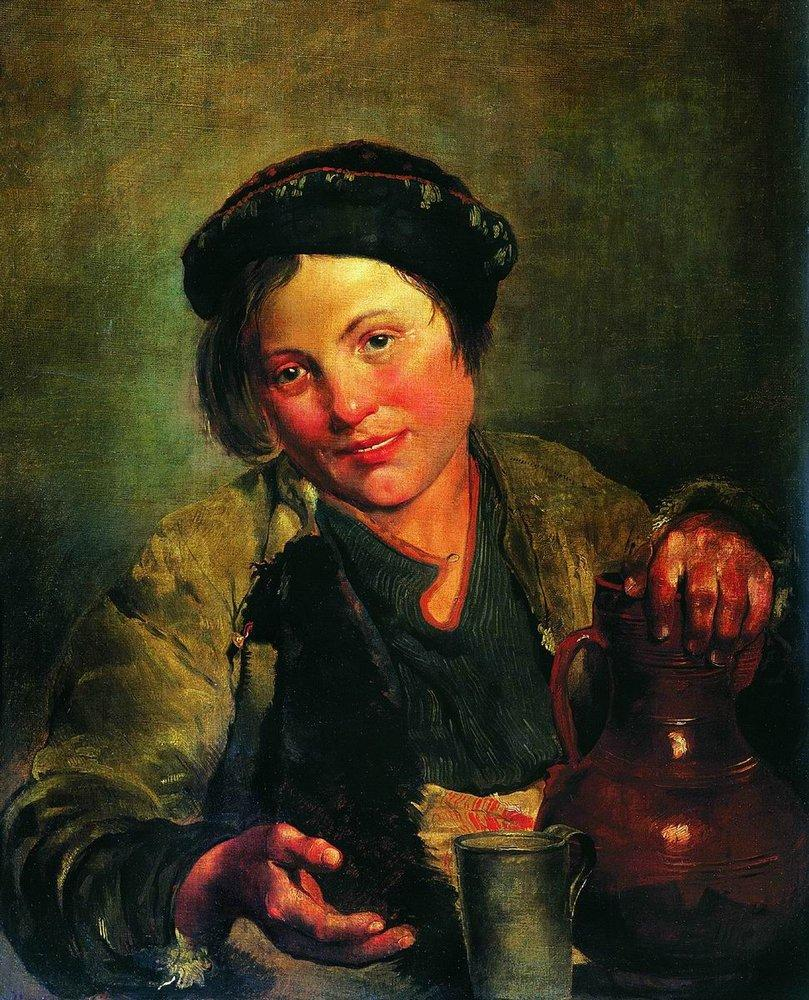
Wladimir Jegorowitsch Makowski: Kwasnik, 1861
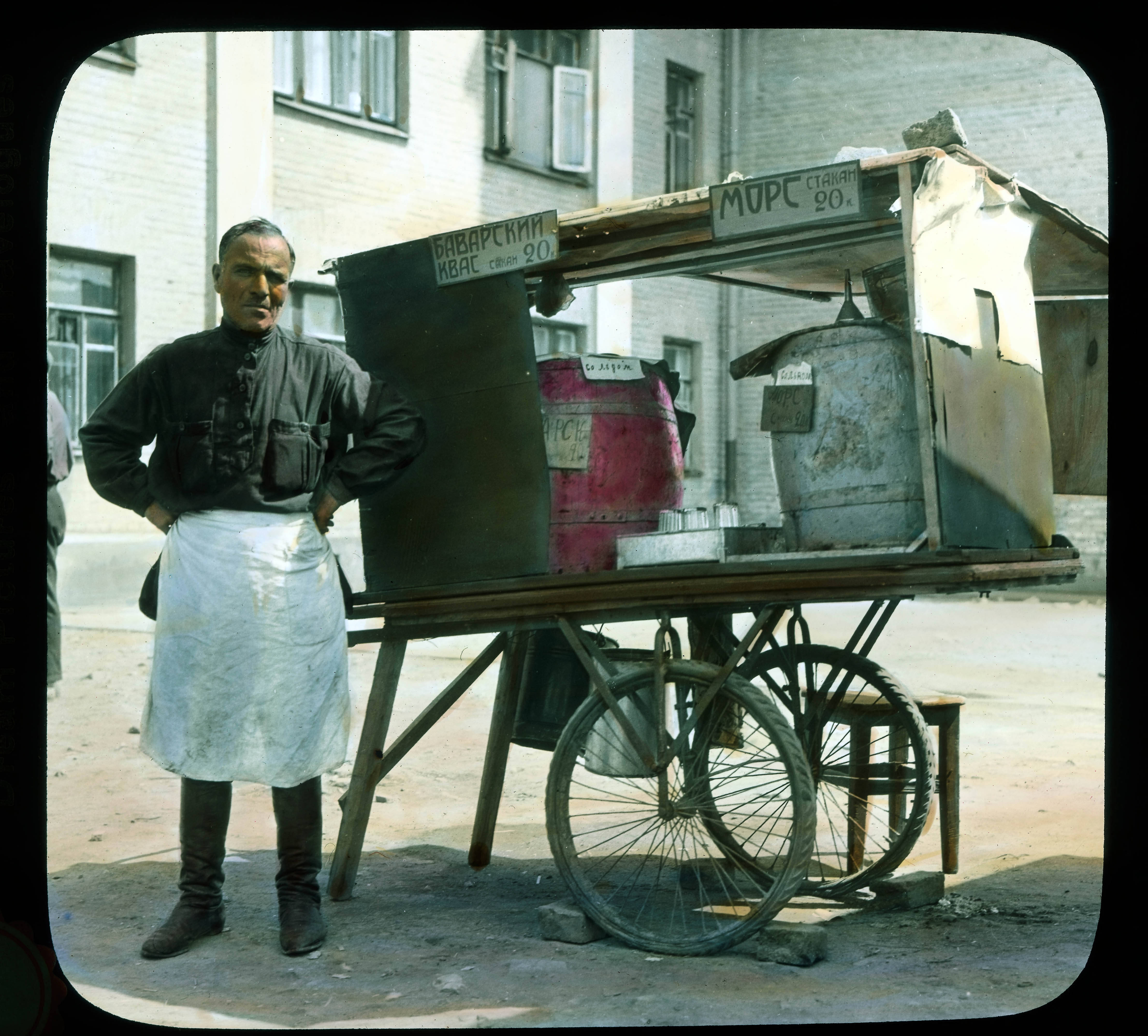
Moskauer Kwasnik, 1931
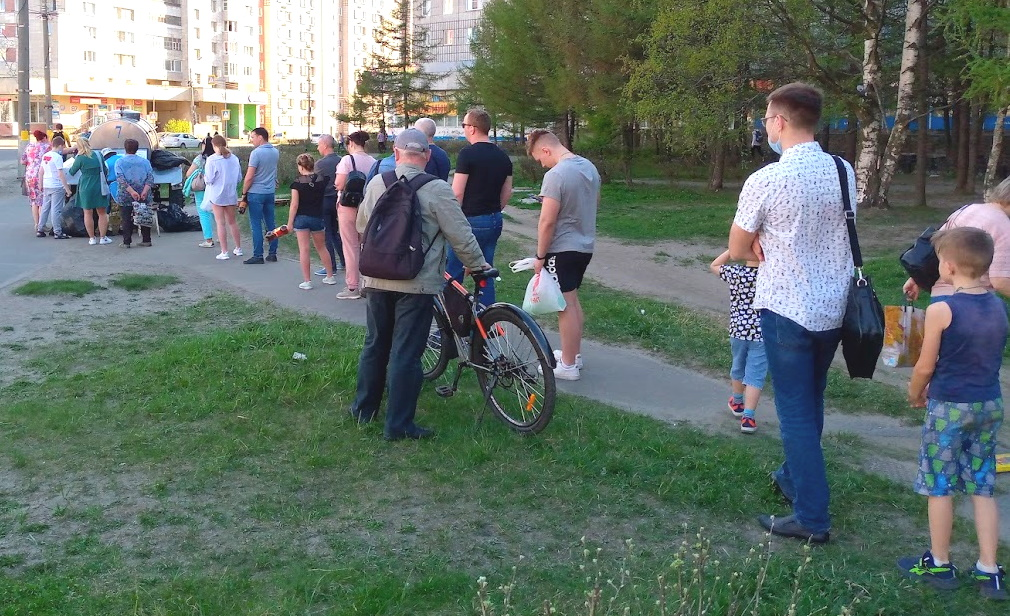
Menschenschlange vor einer Kwas-Zisterne, 2021
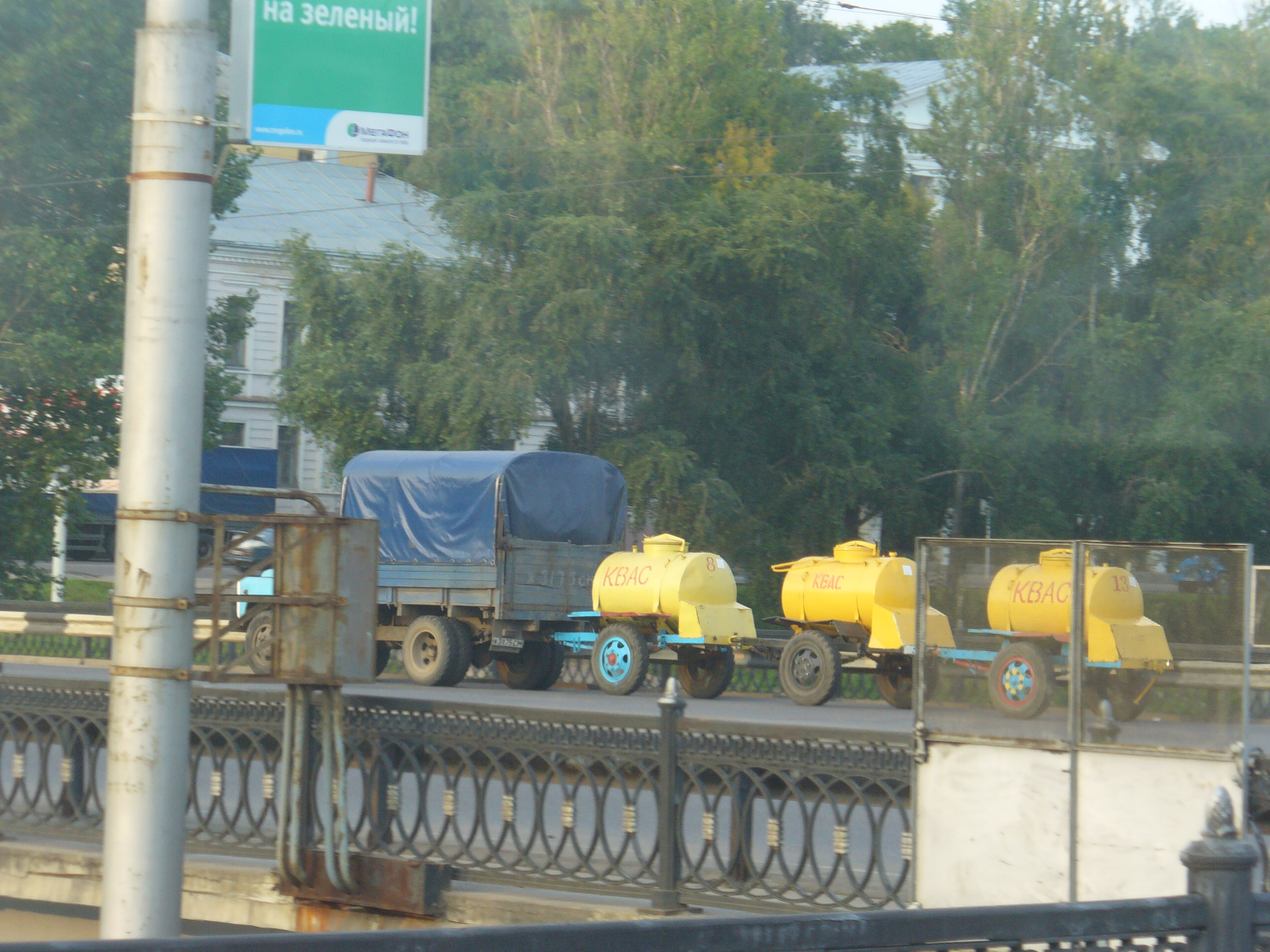
Ein LKW zieht mehrere Kwas-Zisternen in Smolensk, 2006–09
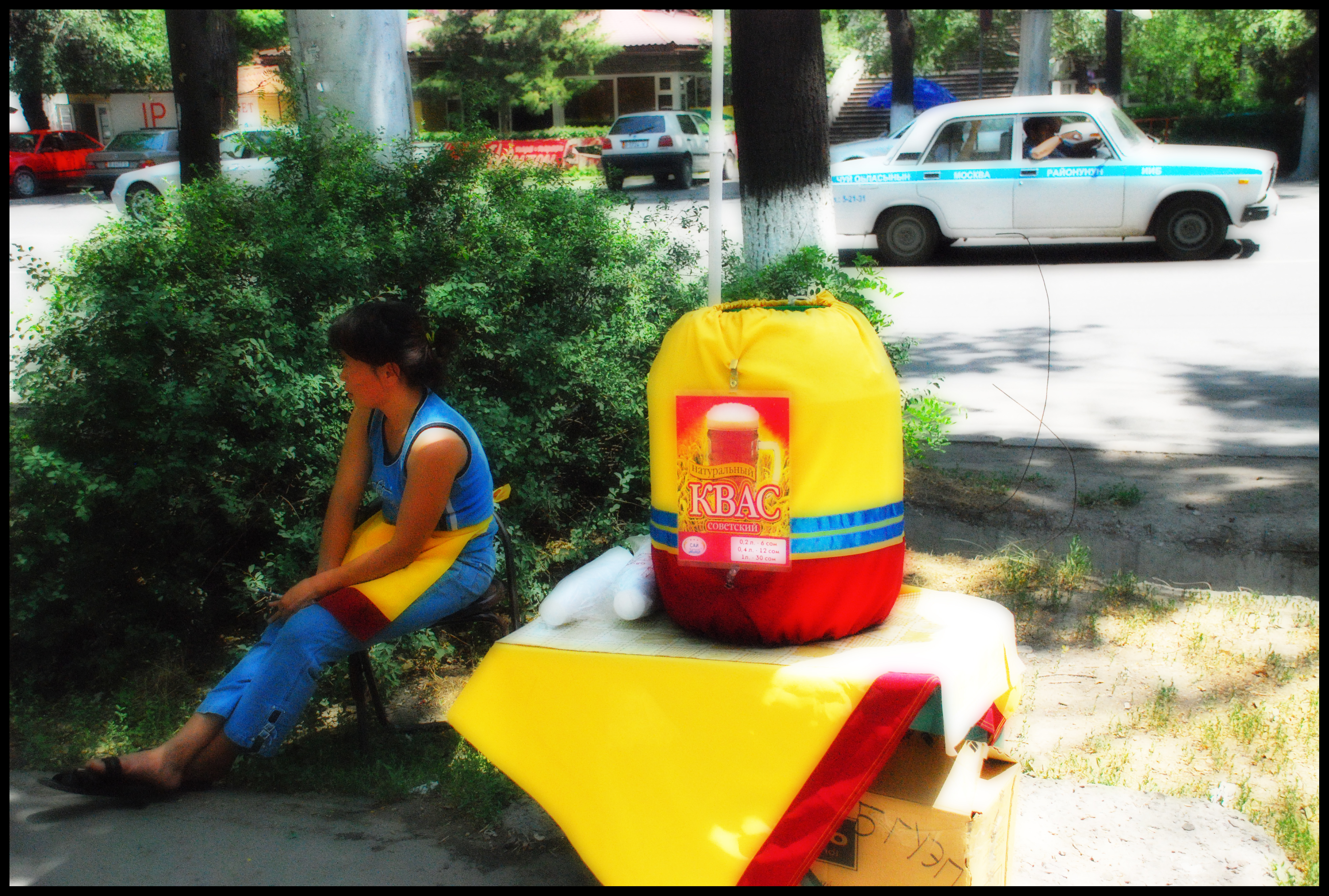
Weibliche Kwas-Verkäuferin
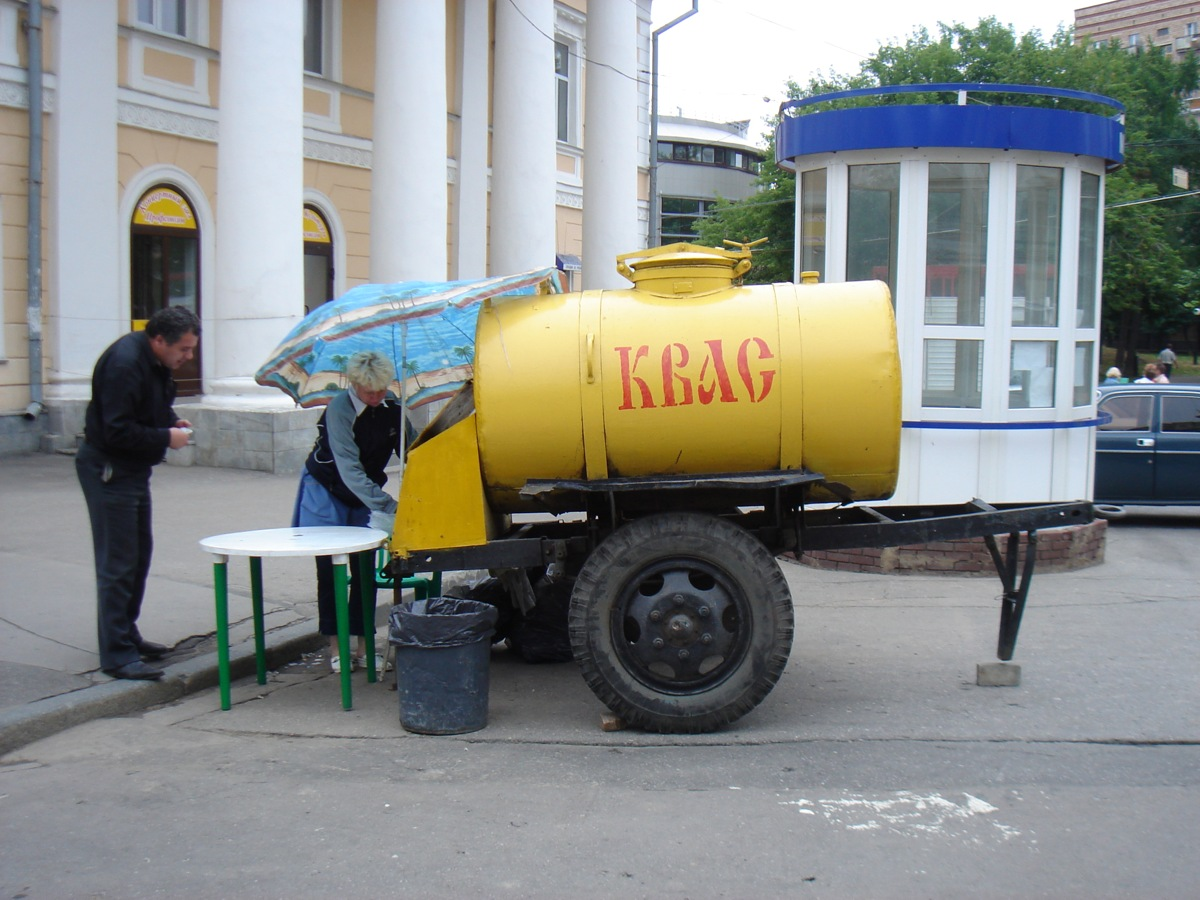
Kwas-Verkauf in Nischni Nowgorod, 2006